# Assedio di Kamacha (766)
L'assedio di Kamacha ad opera del Califfato abbaside ebbe luogo nell'autunno 766, e coinvolse l'assedio della fortezza bizantina strategicamente importante di Kamacha sulla riva orientale del fiume Eufrate, oltre a un'incursione a larga scala lungo la Cappadocia orientale da parte degli invasori abbasidi. Entrambe le imprese fallirono, con l'assedio che si protrasse fino in inverno prima di essere abbandonato e con gli invasori circondanti e pesantemente sconfitti dai Bizantini. La campagna fu una delle operazioni a larga scala abbasidi contro Bisanzio, ed è una delle poche campagne delle guerre arabo-bizantine per cui sopravvivono informazioni dettagliate, anche se è raramente menzionata nelle fonti arabe o bizantine.

## Contesto storico
In seguito alle guerre civili umayyadi degli anni 740 e alla Rivoluzione abbaside, i Bizantini sotto l'Imperatore Costantino V (r. 741–775) ripresero l'iniziativa sulla frontiera orientale e intrapresero una strategia aggressiva, ma limitata, nei confronti del Califfato: invece di tentare una riconquista, tramite la deportazione delle popolazioni di frontiera e il sabotaggio dei tentativi di fortificazione ad opera dei Musulmani, Costantino tentò di stabilire una terra di nessuno permanente tra i domini bizantini e musulmani che avrebbe fatto da scudo all'Asia Minore e ostacolato le incursioni musulmane nella regione. Tra le fortezze espugnate dai Bizantini (nel 754/755) vi fu Kamacha (in arabo: Hisn Kamkh). Situata strategicamente in un altopiano in prossimità dell'alto corso dell'Eufrate, giaceva nelle frontiere più orientali del territorio bizantino, e fin dalla prima caduta della città in mano araba nel 679 era stata riconquistata e perduta molte volte.
In seguito alla caduta della dinastia umayyade, il nuovo regime abbaside prontamente riprese le incursioni in territorio bizantino, la prima delle quali attestata dalle fonti avvenne nel 756. Malgrado alcuni successi da entrambe le parti, inclusa un'importante vittoria araba nel 760, i cinque anni successivi furono relativamente tranquilli, con Costantino V impegnato nelle guerre contro i Bulgari e con il Califfato abbaside intento a reprimere rivolte e a respingere le incursioni dei Cazari.

## Assedio
All'inizio del 766 ebbe luogo uno scambio di prigionieri tra i due stati nella Cilicia occidentale, seguita da una ripresa delle ostilità a larga scala. Nell'agosto 766, un imponente esercito abbaside, comprendente molti differenti contingenti nazionali, condotto da al-Abbas ibn Muhammad, fratello del Califfo al-Mansur (r. 754–775), e da al-Hasan ibn Qahtaba, invase il territorio bizantino dall'Alta Mesopotamia e assediò Kamacha. La campagna è narrata in modo assai poco dettagliato da storici musulmani come al-Tabari, ma è descritta in modo più esauriente da una fonte siriaca cristiana, la cosiddetta Cronaca di Zuqnin, redatta da un monaco del Monastero di Zuqnin nei pressi di Amida.
L'armata abbaside non trovò resistenze mentre saccheggiavano il territorio bizantino durante la loro marcia verso la fortezza. Una volta giunti nei pressi della fortezza, essi cominciarono a costruire macchine da assedio e a tentare di riempire il suo fossato, ma i loro tentativi furono ostacolati dall'artiglieria dei difensori. Successivamente gli Abbasidi tentarono un attacco notturno a sorpresa contro una sezione della fortezza priva di mura; l'attacco fu tuttavia respinto dai Bizantini.
A questo punto, i Musulmani divisero le proprie forze: il grosso dell'esercito, condotto da Abbas, rimase a Kamacha per continuare l'assedio, mentre il resto (50 000 soldati secondo il cronista, cifra ovviamente esagerata) fu inviata per saccheggiare il territorio circostante. L'assedio proseguì anche durante l'autunno, e gli Arabi, che in genere non portavano con sé molte provviste, cominciarono a soffrire la carenza di provviste. Alla fine, essi crearono un mercato in modo da poter comprare da mercanti dalla Mesopotamia e da altre regioni la merce necessaria. Alla fine, con l'avvicinarsi dell'inverno, Abbas fu costretto a levare l'assedio e ritirarsi a sud, bruciando il grande mercato per impedire che esso cadesse in mani bizantine.
L'altra metà dell'esercito ebbe una sorte peggiore: non avendo con sé guide con conoscenze del luogo, perse molti uomini per fame e per sete durante l'attraversata del territorio di frontiera desertico, prima di raggiungere le fertili pianure della Cappadocia presso Cesarea. Dopo aver saccheggiato la regione, essi si diressero a sud e si ritirarono in Siria. Durante la loro marcia, si scontrarono con un esercito bizantino di 12 000 soldati, che aveva chiesto rinforzi. I Bizantini attaccarono di notte, sconfiggendo l'esercito abbaside e recuperando il bottino. Le truppe abbasidi superstiti si ritirarono in confusione, alcuni sotto la guida di uno dei loro comandanti, Radad, a Malatya, mentre circa 5 000 soldati condotti da Malik ibn Tawq trovarono riparo a Qaliqala. È da quest'ultimo gruppo che il cronista Zuqnin ottenne le informazioni sulla campagna. La campagna è una delle poche tra le incursioni di frontiera ad essere conosciute nei dettagli, e, secondo lo storico dell'Islam Hugh N. Kennedy, "noi probabilmente arriviamo più vicini alla realtà della guerra sulla frontiera, con le sue confusioni, difficoltà e fallimenti, in questo resoconto che nelle brevi versioni fornite dagli storici arabi."

## Conseguenze
Malgrado questo fallimento, la pressione araba sui confini cominciò gradualmente ad aumentare, specialmente dopo il sacco di Laodicea Combusta nel 770. I Bizantini erano ancora in grado di realizzare grandi controffensive e di ottenere alcune vittorie sul campo, ma nel 782 il Califfato mobilizzò le sue risorse e sferrò una massiccia invasione sotto l'apparente erede al trono abbaside, Hārūn al-Rashīd (r. 786–809), che costrinse l'Impero a firmare una tregua di tre anni e a versare un pesante tributo. Quando la guerra riprese nel 785, e fino allo scoppio della guerra civile abbaside nell'809, gli Abbasidi stabilirono e mantennero una chiara supremazia militare, anche se una vigorosa resistenza bizantina impedì loro di pianificare una conquista permanente dei territori invasi. Kamacha stessa fu consegnata agli Arabi dalla sua guarnigione armena nel 793, solo per essere ripresa dai Bizantini una volta spentosi Harun. Cadde di nuovo in mani musulmane nell'822, e non fu ripresa di nuovo dai Bizantini fino all'851.